# Château du Petit-Bois
Pour les articles homonymes, voir Petit-Bois.
Le château du Petit-Bois est un édifice situé à Mettray (Indre-et-Loire). 
Il est inscrit au titre des monuments historiques par arrêté du 4 juin 2012.

## Historique
En 1660, il est la propriété de Gabriel Gitton, puis successivement de Jean Barbotin, bourgeois de Tours (1703), de Louise-Renée de Fescan, veuve de Charles-Bernard Briçonnet, marquis d'Oysonville, seigneur de Mettray (1749), de Jacques-Étienne de Villiers de La Berge, conseiller au châtelet de Paris (octobre 1749).
En 1841, l'actuel château est reconstruit sur les plans de l'architecte Guillaume Abel Blouet par le vicomte Louis-Hermann de Bretignières de Courteilles, cofondateur de la colonie agricole et pénitentiaire de Mettray.